# Funktion Junction
Funktion Junction è un album di Blue Mitchell, pubblicato dalla RCA Records nel 1976.
Il disco fu registrato il 17 febbraio 1976 al RCA Studio A di Hollywood, California (Stati Uniti).

## Tracce
Lato A
1. I'm in Heaven – 5:37 (Mervin Steals)
2. AM-FM Blues – 4:21 (Blue Mitchell)
3. Then Came You – 4:52 (Phillip T. Pugh, Sherman Marshall)
4. Daydream – 4:45 (Billy Strayhorn, Duke Ellington, John LaTouche)

Lato B
1. Love Machine – 7:19 (Billy Griffin, Warren Pete Moore)
2. Delilah – 8:11 (Victor Young)
3. Collaborations – 5:15 (Blue Mitchell)

## Musicisti
- Blue Mitchell - tromba, flicorno, arrangiamenti
- Jon Faddis - tromba, flicorno
- John Gatchell - tromba, flicorno
- Wayne Andre - trombone
- Alan Raph - trombone basso
- Harold Land - sassofono tenore
- George Young - sassofono tenore, flauto
- Norman Carr - violino
- Harold Kohon - violino
- Alvin Rogers - violino
- David Moore - violoncello
- Clarence McDonald - pianoforte, arrangiamenti
- Mike Lipskin - sintetizzatore, percussioni, arrangiamenti, produttore
- Michael Anthony - chitarra
- David T. Walker - chitarra
- Henry Davis - contrabbasso (brani: I'm in Heaven, AM-FM Blues e Collaborations)
- Ron Brown - contrabbasso (brani: Then Came You, Daydream, Love Machine e Delilah)
- James Gadson - batteria
- Gary Coleman - percussioni
- Patti Austin - voce
- Frank Floyd - voce
- Gwendolyn Guthrie - voce
- Rod Levitt - conduttore musicale, arrangiamenti (strumenti a fiato e strumenti a corde)[2]